# Замок Россенд
Замок Россенд (англ. Rossend Castle) — T-образное историко-архитектурное здание замкового типа. Расположен в городе Бернтайленд, на южном побережье Файфа, Шотландия. Бо́льшая часть современного замка была построена в XVI веке, а подвал в XIII веке. Внесён в список охряняемых объектов архитектуры категории «B».

## История
Раньше крепость была известна как Башня Кингорн Вестер, которая существовала с 1119 года. Позже была переименована, и получила название — замок Бернтайленд. В 1382 году был назван — Аббатским залом, так как он был домом для аббатов Данфермлина. В 1552 году крепость была перестроена Питером Дюри. В 1651 году крепость была захвачена солдатами Оливера Кромвеля, а в конце XVII века принадлежала Уимсам, которые перестроили и дополнила верхний этаж.
Во время своего правления королева Шотландии Мария Стюарт посетила замок и проживала там некоторое время в своих покоях.
К 1765 году замок принадлежал Мёрдоку Кэмпбеллу, который дал новое название замку — Россенд. В 1952 году крепость была приобретена городским советом, а в 1975 году здание было куплено архитектурной фирмой «Robert Hurd & Partners», которая отстроила его.
В 2019 году приобретён частными лицами, которые продолжили реставрацию.